# Alguazas
Alguazas ist eine südspanische Kleinstadt und eine aus mehreren Dörfern und Weilern bestehende Gemeinde (municipio) mit 10.204 Einwohnern (Stand: 2024) im Norden der Provinz Murcia in der gleichnamigen autonomen Region Murcia. 

## Lage
Die Kleinstadt Alguazas liegt zwischen dem Río Mula und dem Río Segura ca. 25 km (Fahrtstrecke) nordwestlich der Stadt Murcia und ca. 40 km (Luftlinie) vom Mittelmeer entfernt in einer Höhe von 80 bis 90 m ü. d. M. Das Klima im Winter ist gemäßigt, im Sommer dagegen warm bis heiß; die geringen Niederschlagsmengen (ca. 300 mm/Jahr) fallen – mit Ausnahme der nahezu regenlosen Sommermonate – verteilt übers ganze Jahr.

## Bevölkerungsentwicklung
| Jahr      | 1857  | 1900  | 1950  | 2000  | 2016  |
| Einwohner | 1.963 | 2.559 | 4.160 | 7.052 | 9.613 |

Die kontinuierliche Bevölkerungsanstieg ist im Wesentlichen auf die immer noch anhaltende Zuwanderung aus dem ländlichen Umland zurückzuführen.

## Wirtschaft
Alguazas liegt in der ländlichen Zone der Provinz Murcia; es wurden hauptsächlich Obstbäume angepflanzt. Im Ort selbst haben sich Kleinhändler, Handwerker und Dienstleistungsbetriebe aller Art angesiedelt. Im Jahr 2004 wurde ein Gewerbepark (Polígono Industrial de Las Pullas) eingerichtet.

## Geschichte
Die ältesten Fundstücke (Steinäxte, Pfeilspitzen), die die Anwesenheit des Menschen in der Region bezeugen, werden in die Jungsteinzeit datiert. Iberische, Römische und Westgotische Funde fehlen. In den Jahren nach 711 wurde die Gegend von den Mauren überrannt; man nannte den Ort Al-Waza. Nach der Rückeroberung (reconquista) der Region durch kastilisch Truppen unter Alfons X. im Jahr 1243 wurde das quasi unabhängige Taifa-Königreich Murcia in ein christliches Königreich umgewandelt, welches jedoch eng mit der Krone von Kastilien verflochten war, doch kam es in den Jahren 1296 bis 1304 vorübergehend  unter aragonesische Herrschaft.

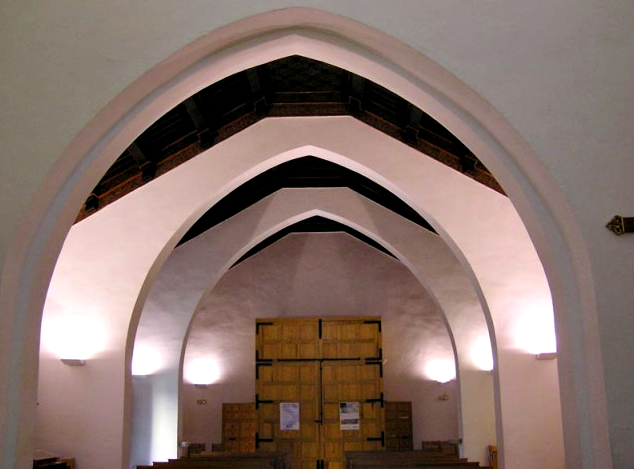
Kirchenschiff von San Onofre

## Sehenswürdigkeiten
- Die dem hl. Onophrius geweihte Iglesia de San Onofre hat eine lange Baugeschichte, die die Zeit vom 16. bis zum beginnenden 19. Jahrhundert umfasst. Entsprechend vielfältig sind auch die Stilformen, die vom Mudéjarstil über die Renaissance und den Barock bis in den Klassizismus reichen. Die ältesten Bauteile sind der aus Ziegelsteinen gemauerte Glockenturm und das Langhaus. Die Erhöhung und Verbreiterung des Vierungsbereichs mitsamt der Kuppel entstanden erst in den 90er Jahren des 18. Jahrhunderts; auf den Bau einer Apsis wurde verzichtet. Geplant waren wohl auch der Abriss und Neubau des Langhauses, doch wurden die Bauarbeiten im Jahr 1801 eingestellt. Einen ganz außergewöhnlichen Raumeindruck bietet das Langhaus mit seinen Seitenkapellen und dem hölzernen Dachstuhl, dessen Mitte von einer Artesonado-Flachdecke gebildet wird.[7]

Umgebung

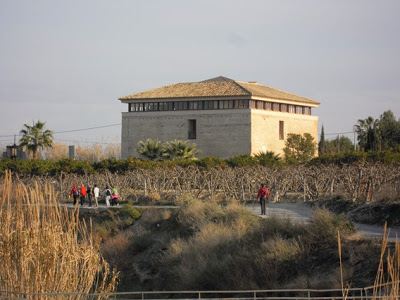
Torre de los Moros

- Der wahrscheinlich erst im 14. Jahrhundert auf freiem Feld als Wachturm (atalaya) bzw. als Schutzturm bei möglichen maurischen Angriffen in Stampflehmtechnik erbaute Torre de los Moros zeigt in seinem Innern Ziegelsteingewölbe. Einige Forscher datieren den Ursprungsbau jedoch bereits in die Zeit der Almohaden. Der Bau dient heute als Aussichtsturm für Touristen; im Innern des Bauwerks ist heute ein kleines Museum mit Gegenständen aus dem Alltagsleben früherer Jahrhunderte untergebracht.[8]